# Kościoły skalne w Lalibeli
Kościoły skalne w Lalibeli – grupa jedenastu cennych historycznie i ciekawych architektonicznie skalnych kościołów w Lalibeli, w północnej Etiopii, wykutych w litej skale pod koniec XII i na początku XIII wieku. Kościoły zostały ozdobione reliefami. 
Pierwszym Europejczykiem, który odwiedził kościoły był portugalski jezuita Francisco Álvares w 1520 roku.

## Opis
Wysokość wielu kościołów przewyższa 10 m, a niektóre świątynie połączone są tunelami. Architektura i zdobnictwo świątyń zdradza wpływy greckie, egipskie a nawet islamskie.   
Kościoły formują dwie grupy – po północnej i południowej stronie strumyka Jordan. 
Jeden z kościołów – kościół Świętego Jerzego – został wykuty 27 m od innych, ale połączony z nimi poprzez system rowów. 
Cztery kościoły – Biete Medhani Alem, Biete Mariam, Biete Amanuel i Świętego Jerzego – to wolnostojące bloki skalne, wyraźnie oddzielone od otaczającej ich skały – kościoły monolityczne. Pozostałe świątynie nie są w pełni monolityczne, ponieważ nie są w pełni oddzielone od otaczającej ich skały – przynajmniej jedną ze ścian lub dach tworzą otaczające je skały.   
W 1978 roku wykute w skale kościoły w Lalibeli wpisano na listę światowego dziedzictwa kulturalnego UNESCO.

## Spis kościołów
Po północnej stronie znajdują się:
- Biete Medhani Alem (wolne tłum. kościół Zbawcy Świata) – pięcionawowa świątynia, najprawdopodobniej największy wykuty w skale kościół na świecie
- Biete Mariam (wolne tłum. kościół Maryi) – z malowidłami Gwiazdy Dawida i scen z życia Jezusa, m.in. ucieczki do Egiptu
- Biete Maskal (wolne tłum. kościół Krzyża)
- Biete Denagel (wolne tłum. kościół Dziewic)
- Biete Golgotha Mikael (wolne tłum. kościół Golgoty Michała) – kościół Golgoty dzieli z kościołem Michała ten sam dach; w kościele Golgoty znajduje się Kaplica Trójcy Świętej – najświętsze miejsce w Lalibeli. Tradycja utrzymuje, że spoczywa tu Lalibela.

Po stronie południowej znajdują się:
- Biete Amanuel (wolne tłum. kościół Emmanuela)
- Biete Qeddus Mercoreus (wolne tłum. kościół św. Marka)
- Biete Abba Libanos (wolne tłum. kościół Abby Libanosa)
- Biete Gabriel Raphael (wolne tłum. kościół Gabriela Rafaela)
- Biete Lehem (wolne tłum. kościół św. chleba).

## Galeria

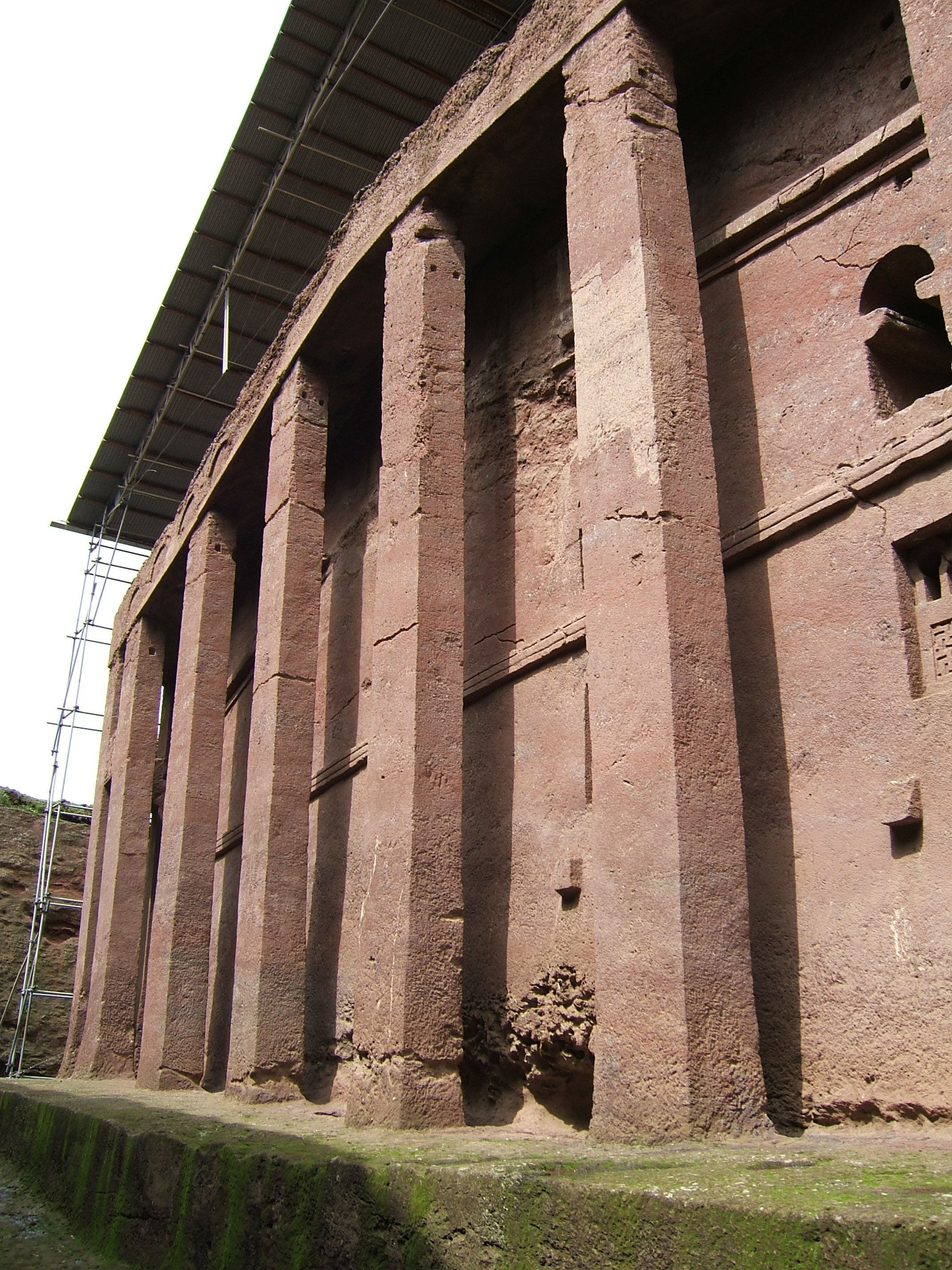
Biete Medhani Alem
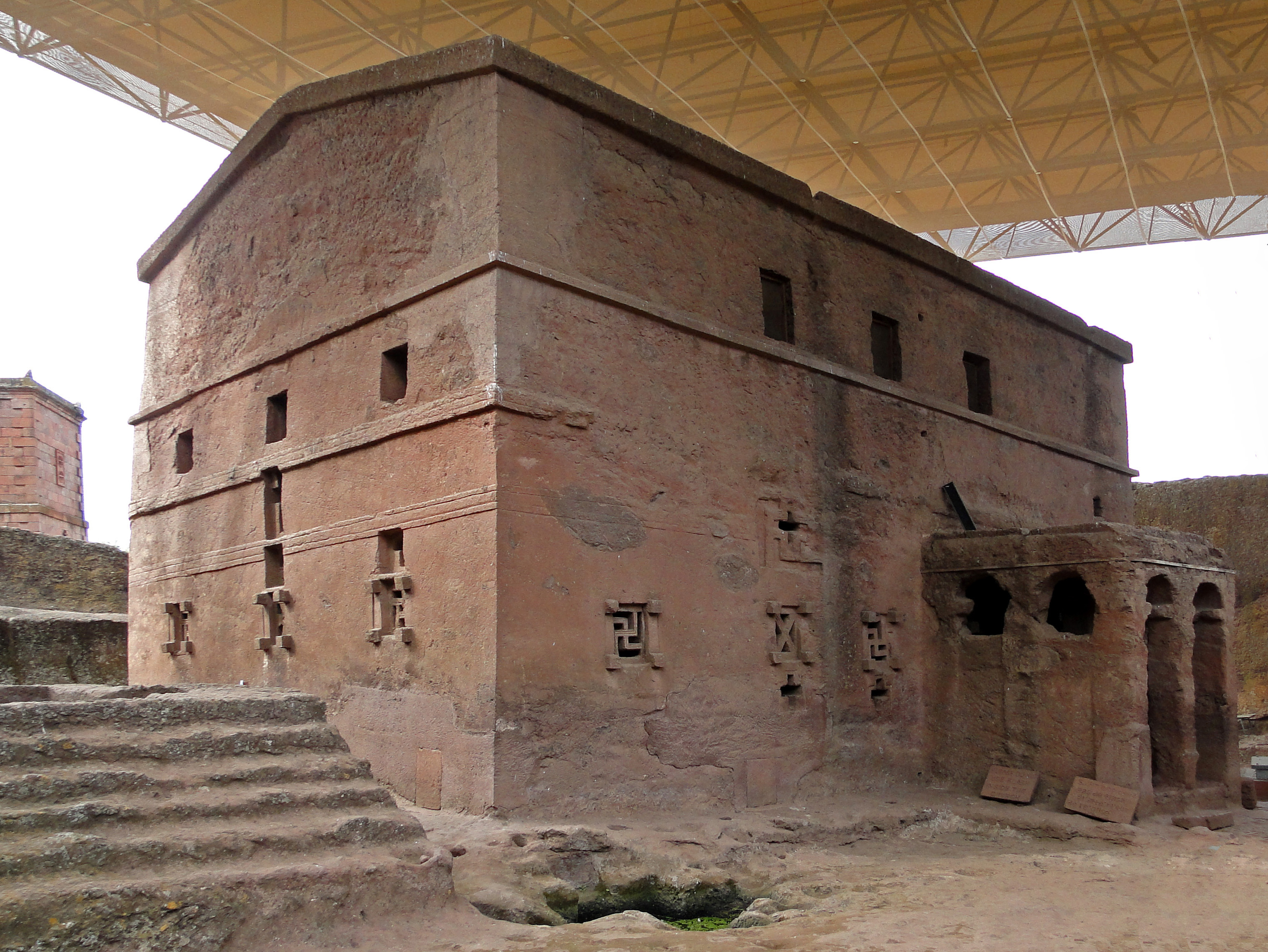
Biete Mariam
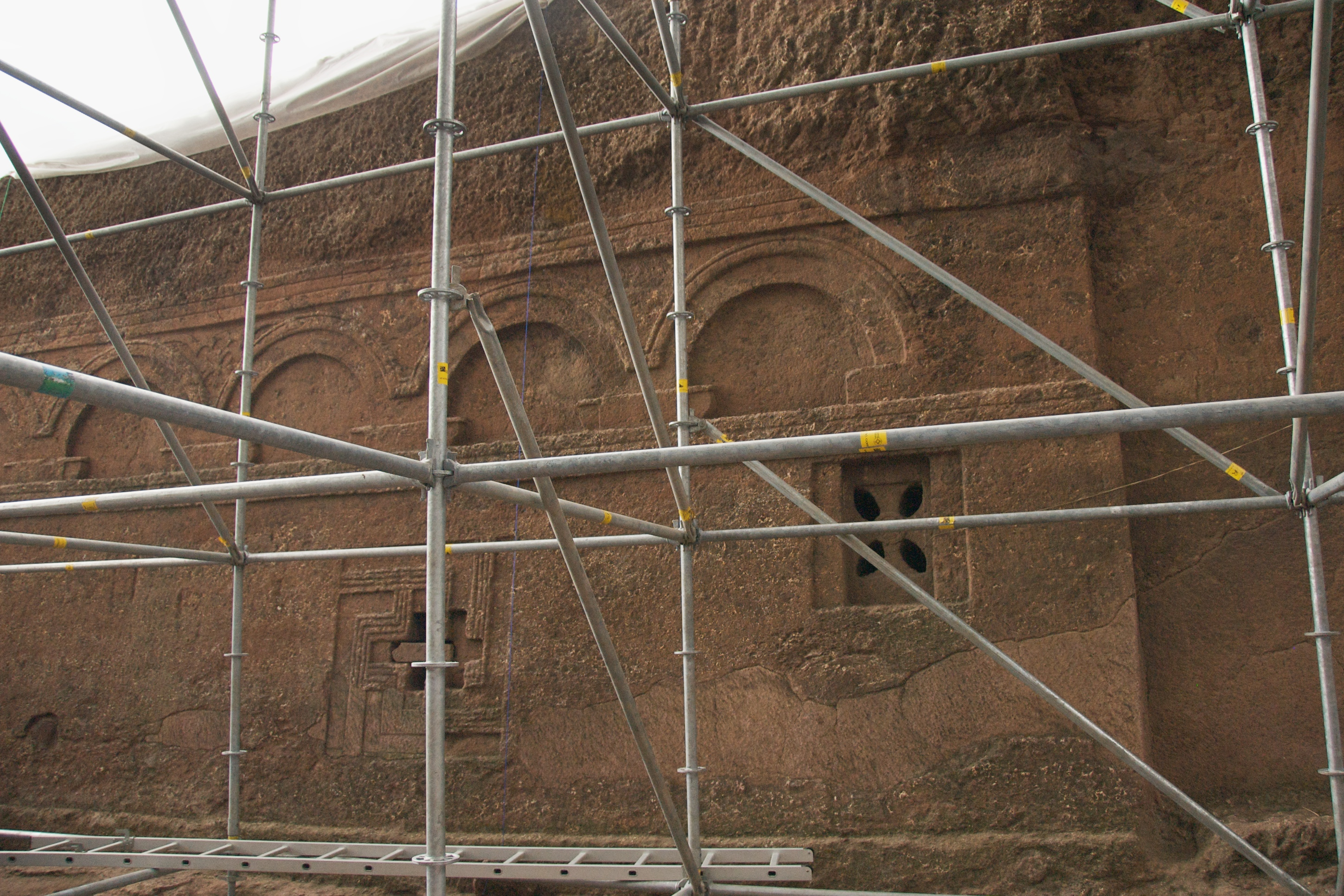
Biete Maskal
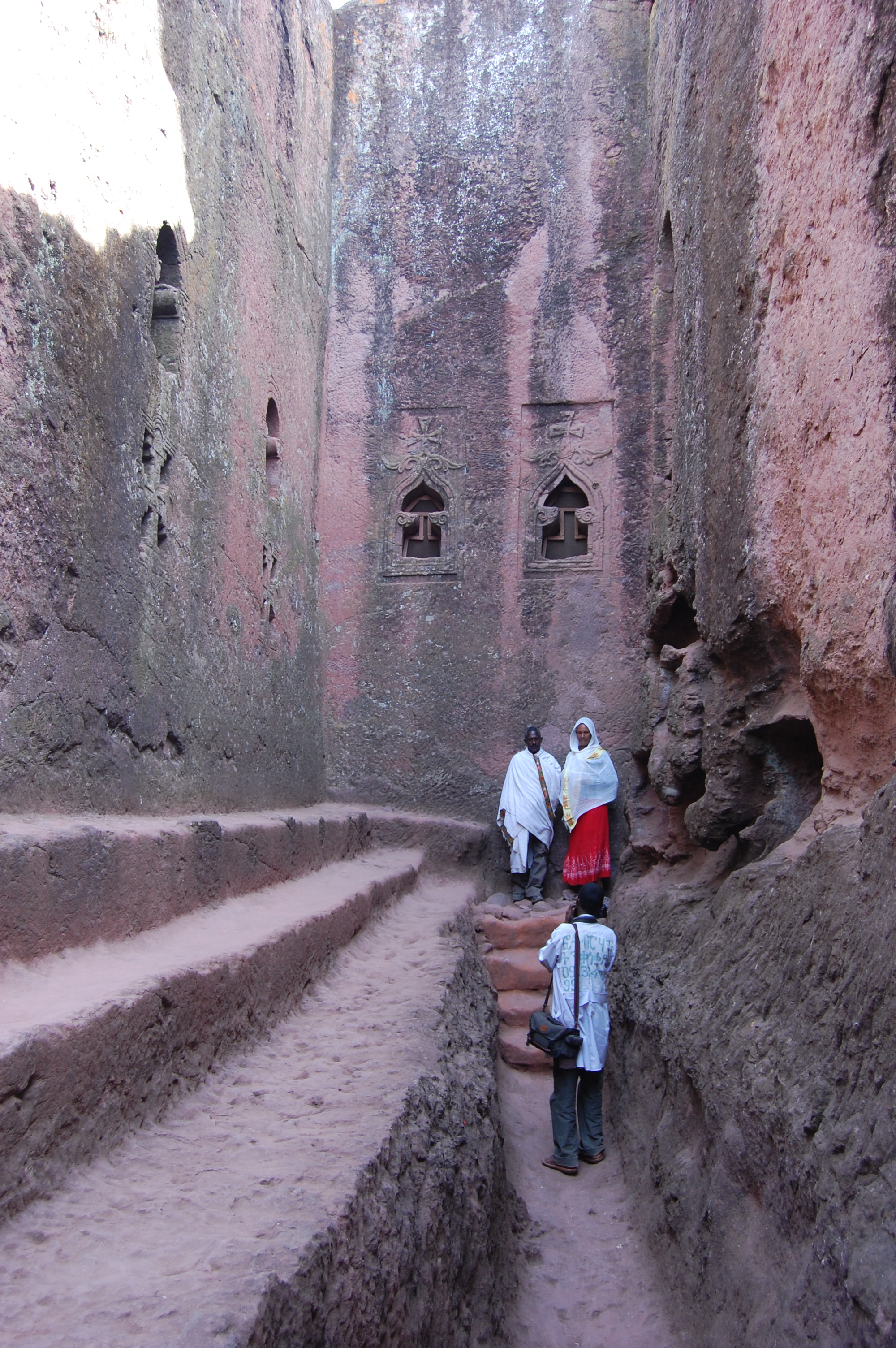
Biete Golgotha Mikael
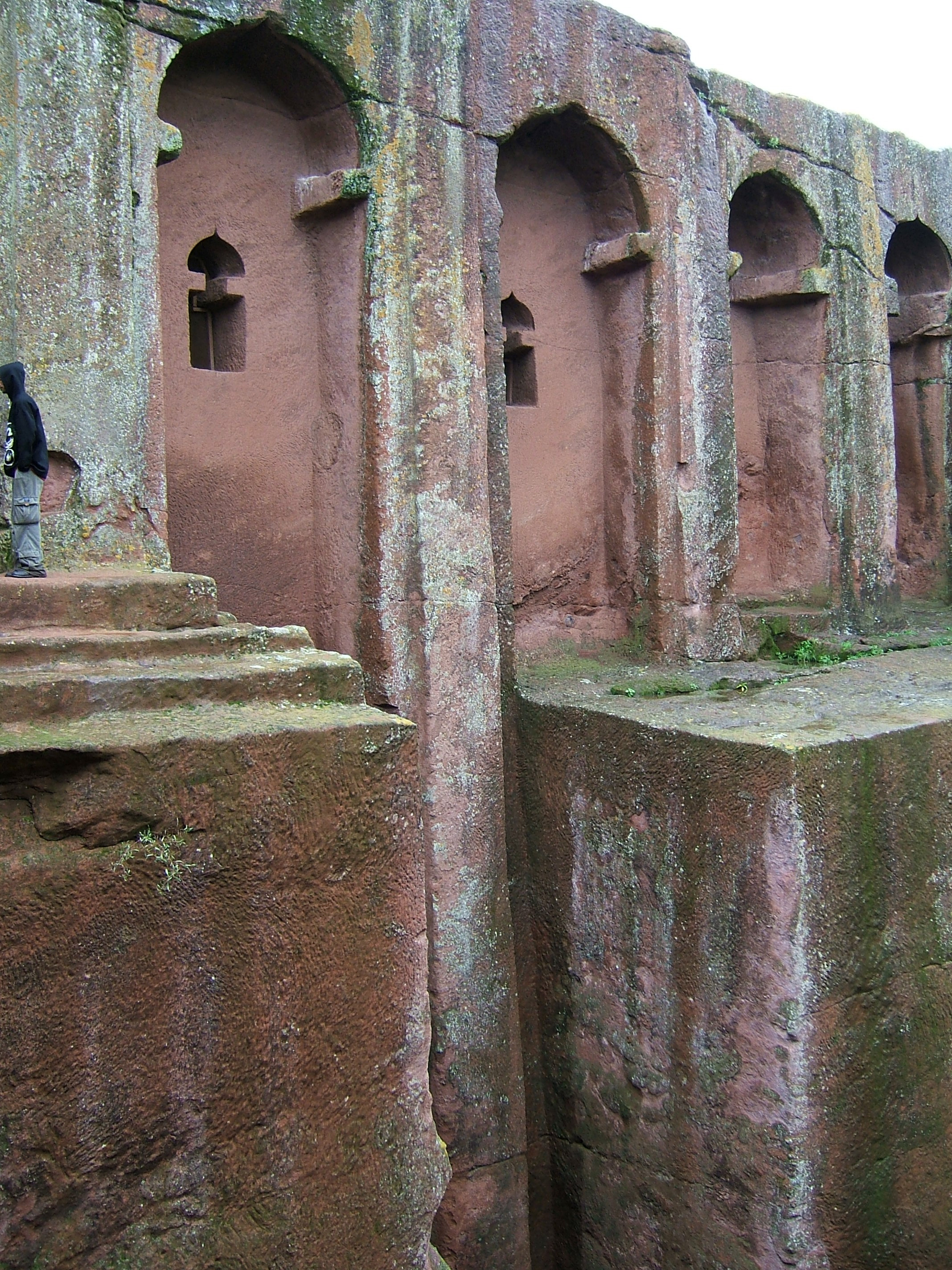
Biete Amanuel
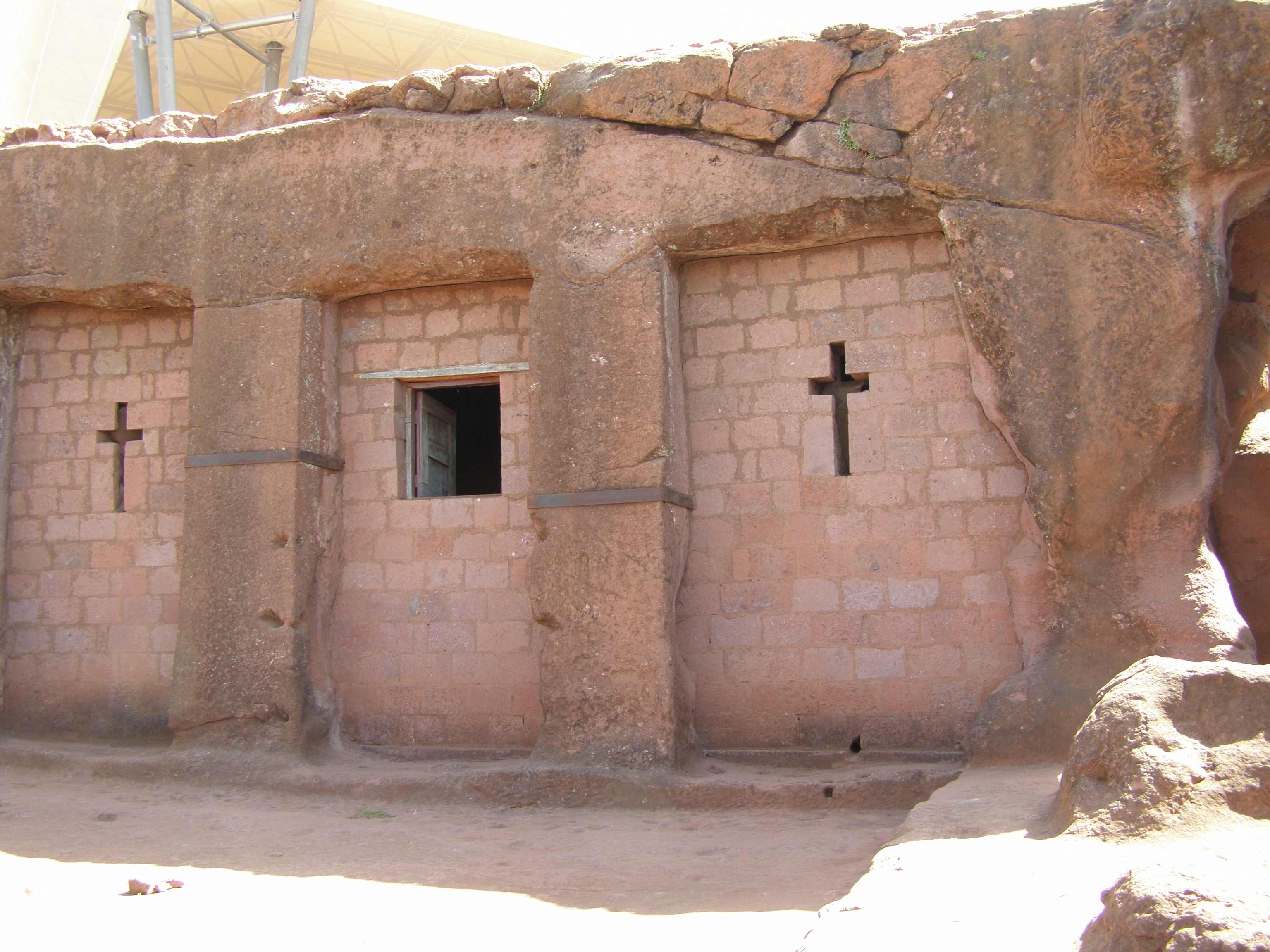
Biete Qeddus Mercoreus
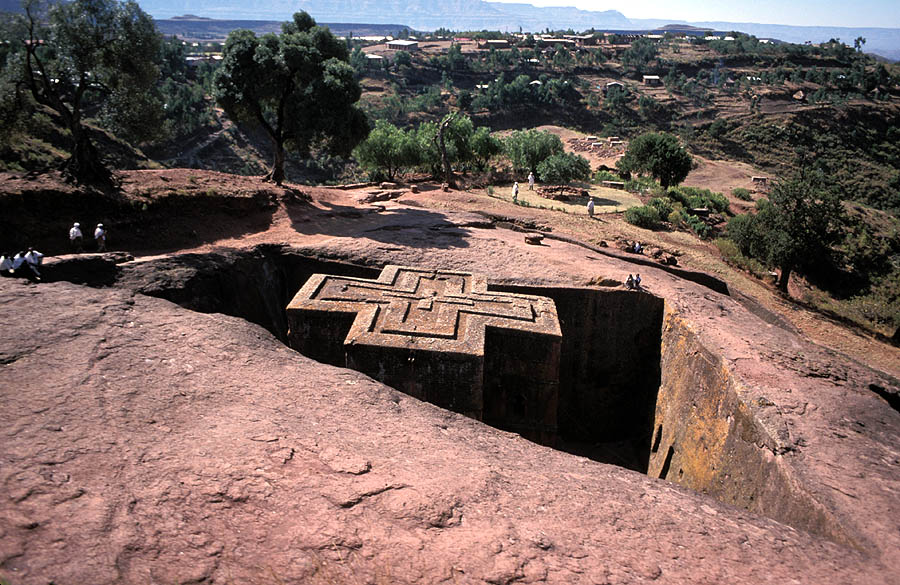
Biete Ghiorgis
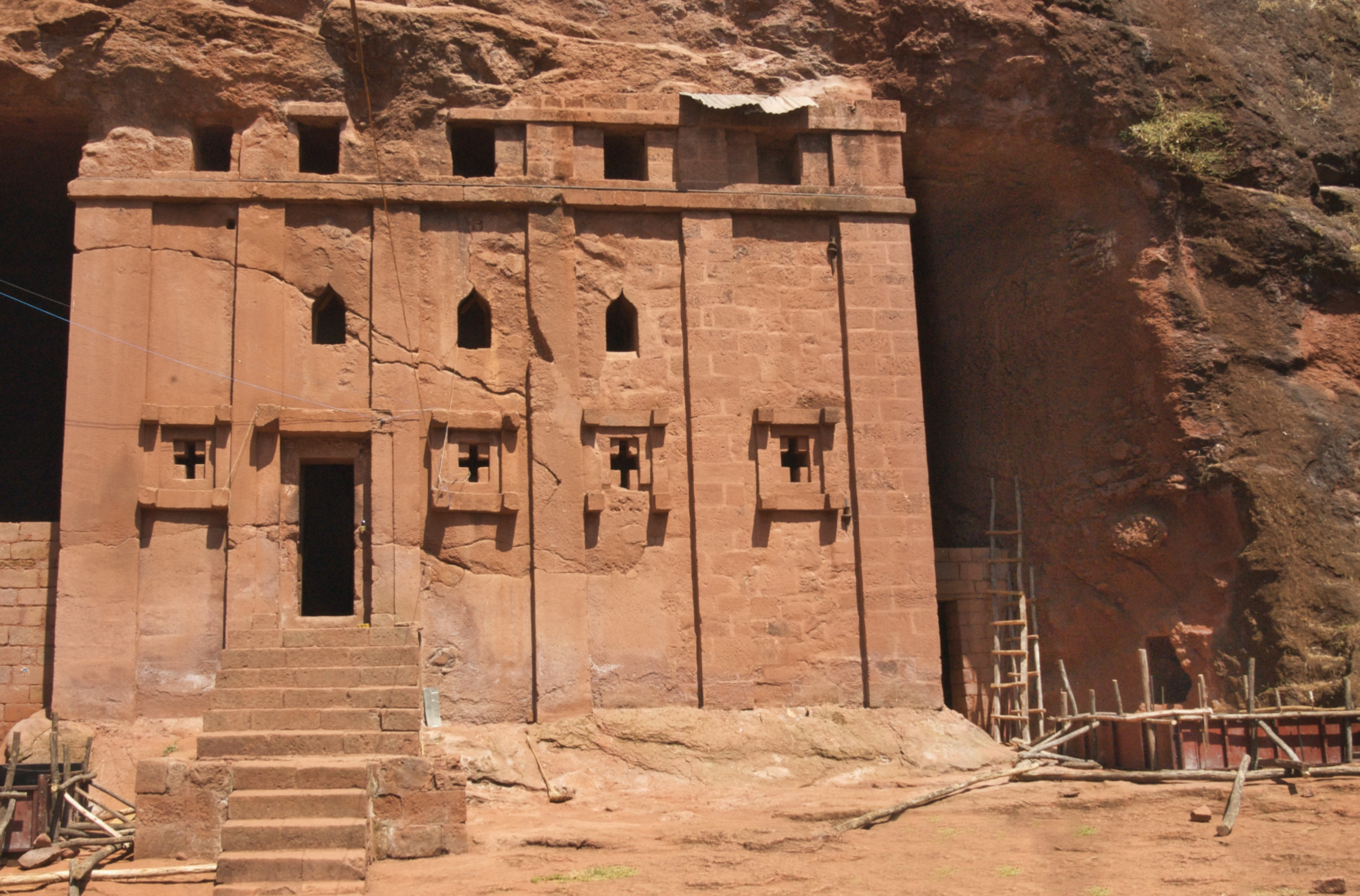
Biete Abba Libanos
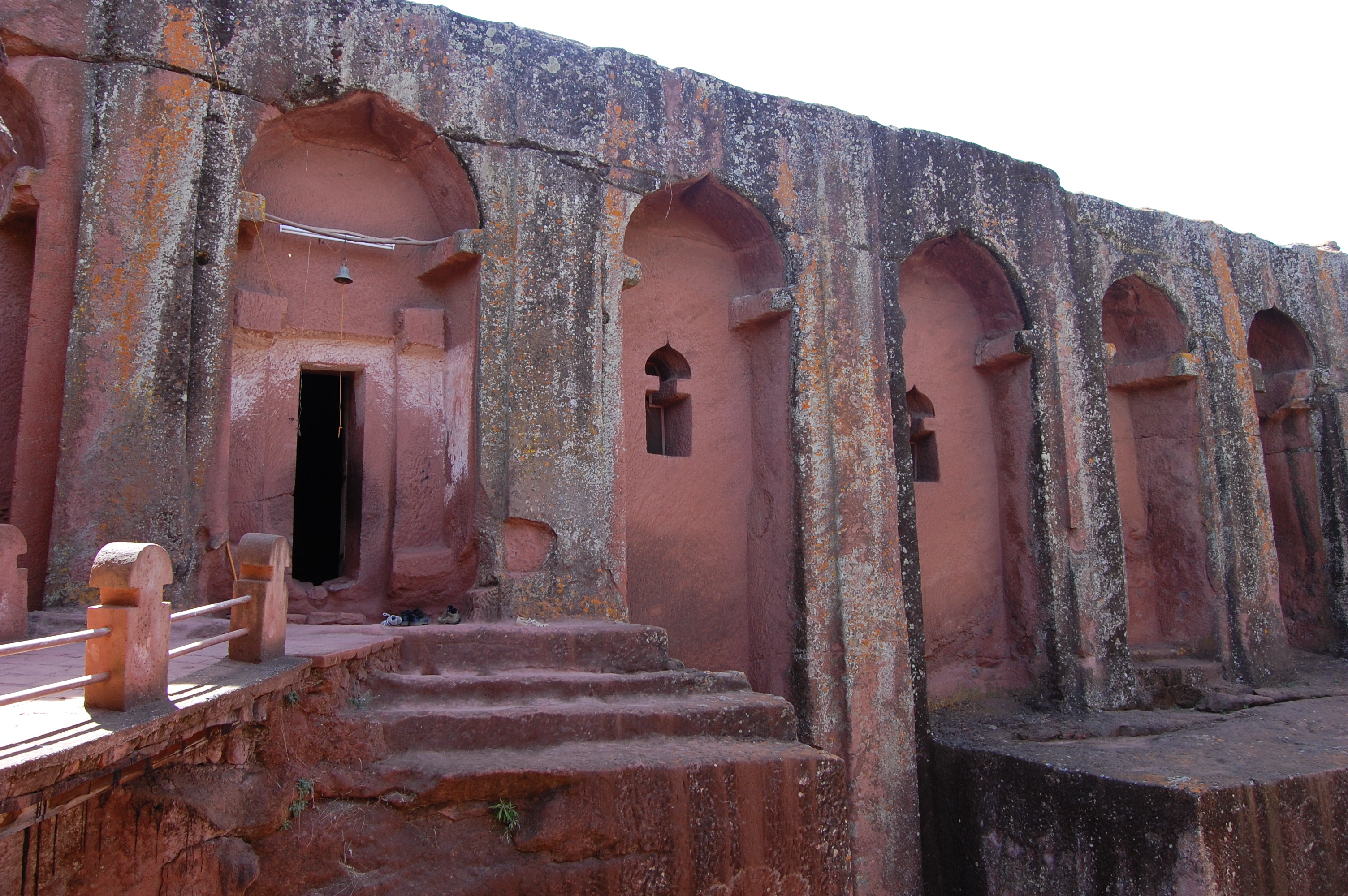
Biete Gabriel Raphael
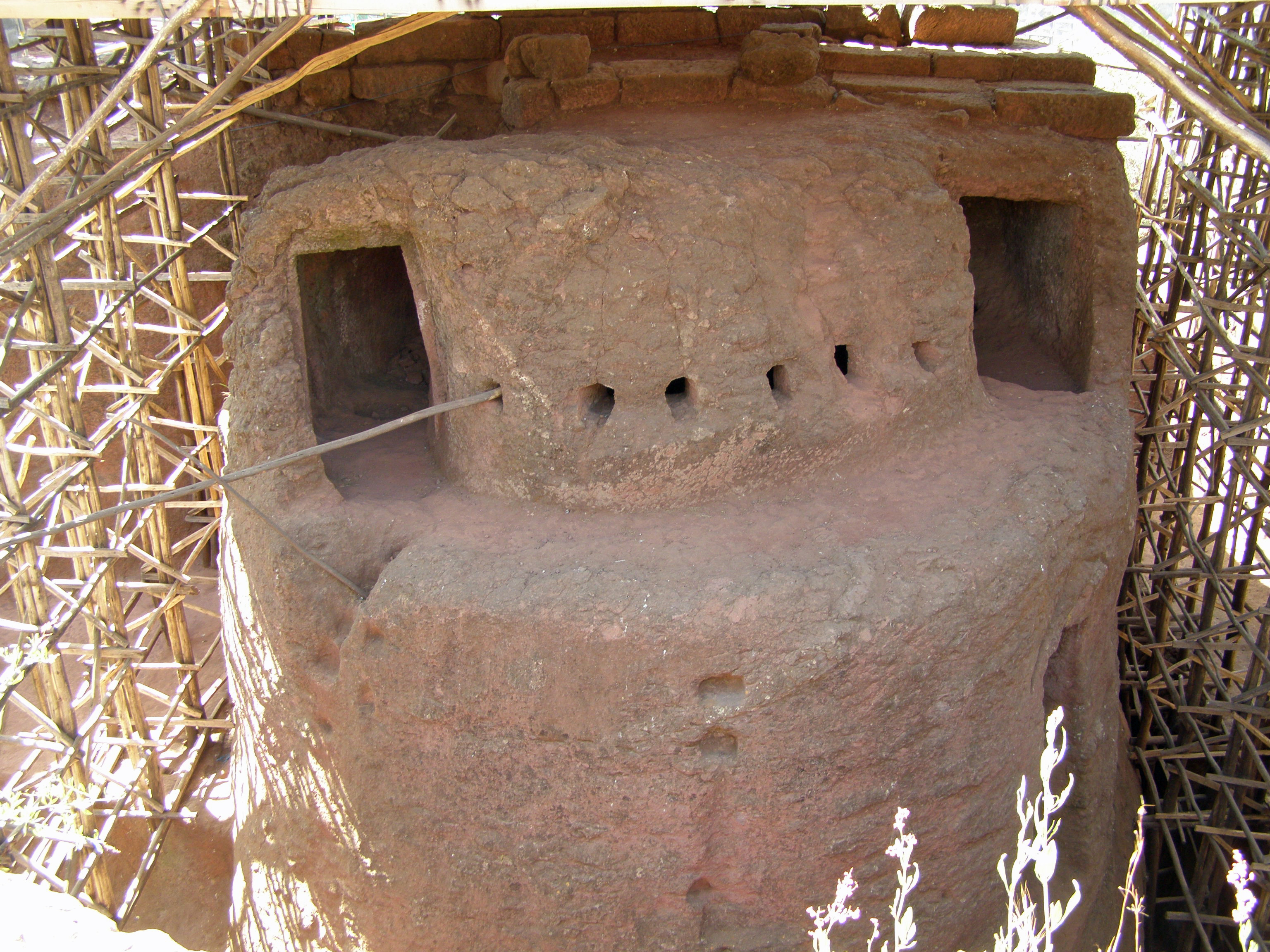
Biete Lehem
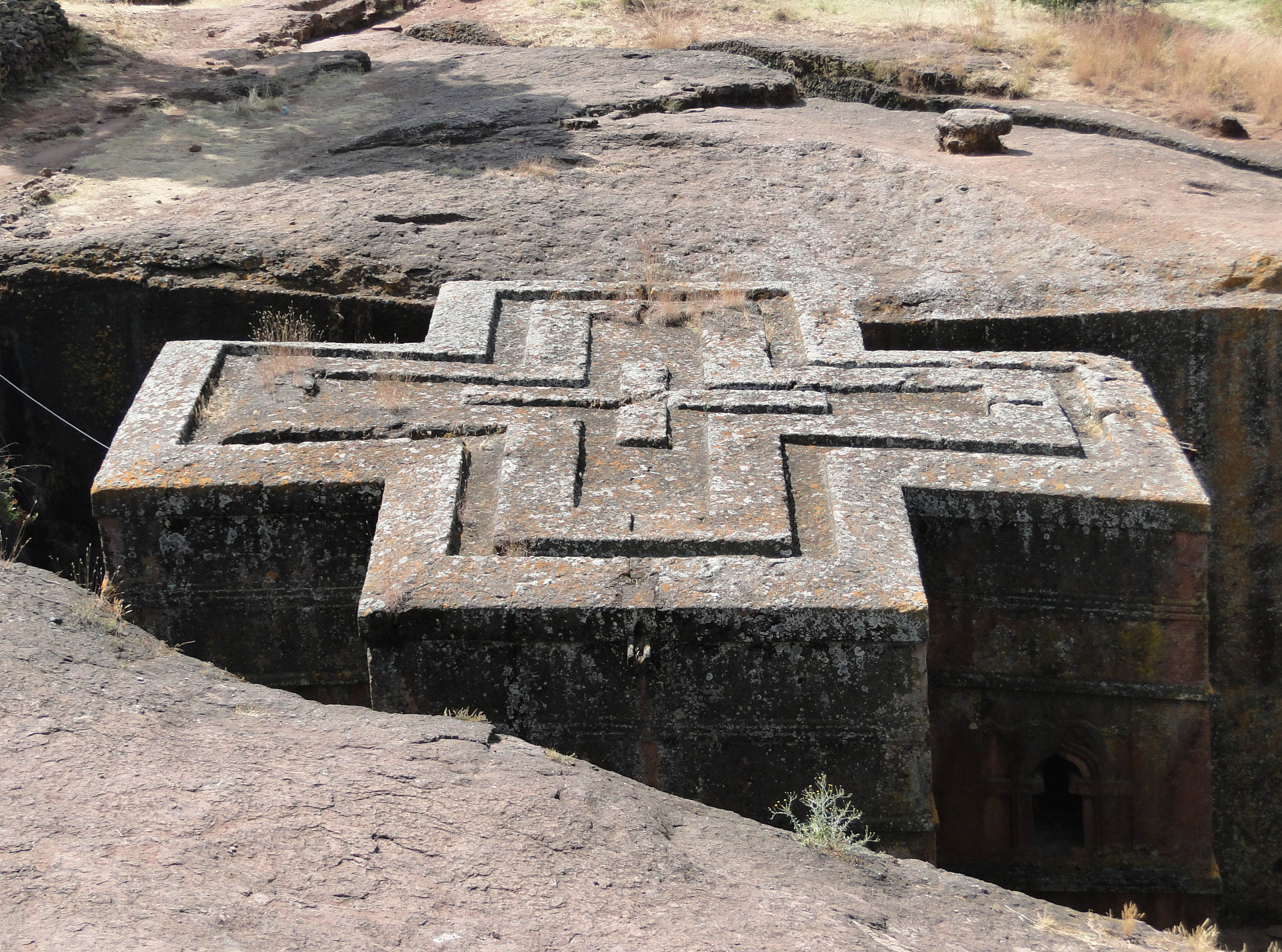
kościół Świętego Jerzego, widok z góry
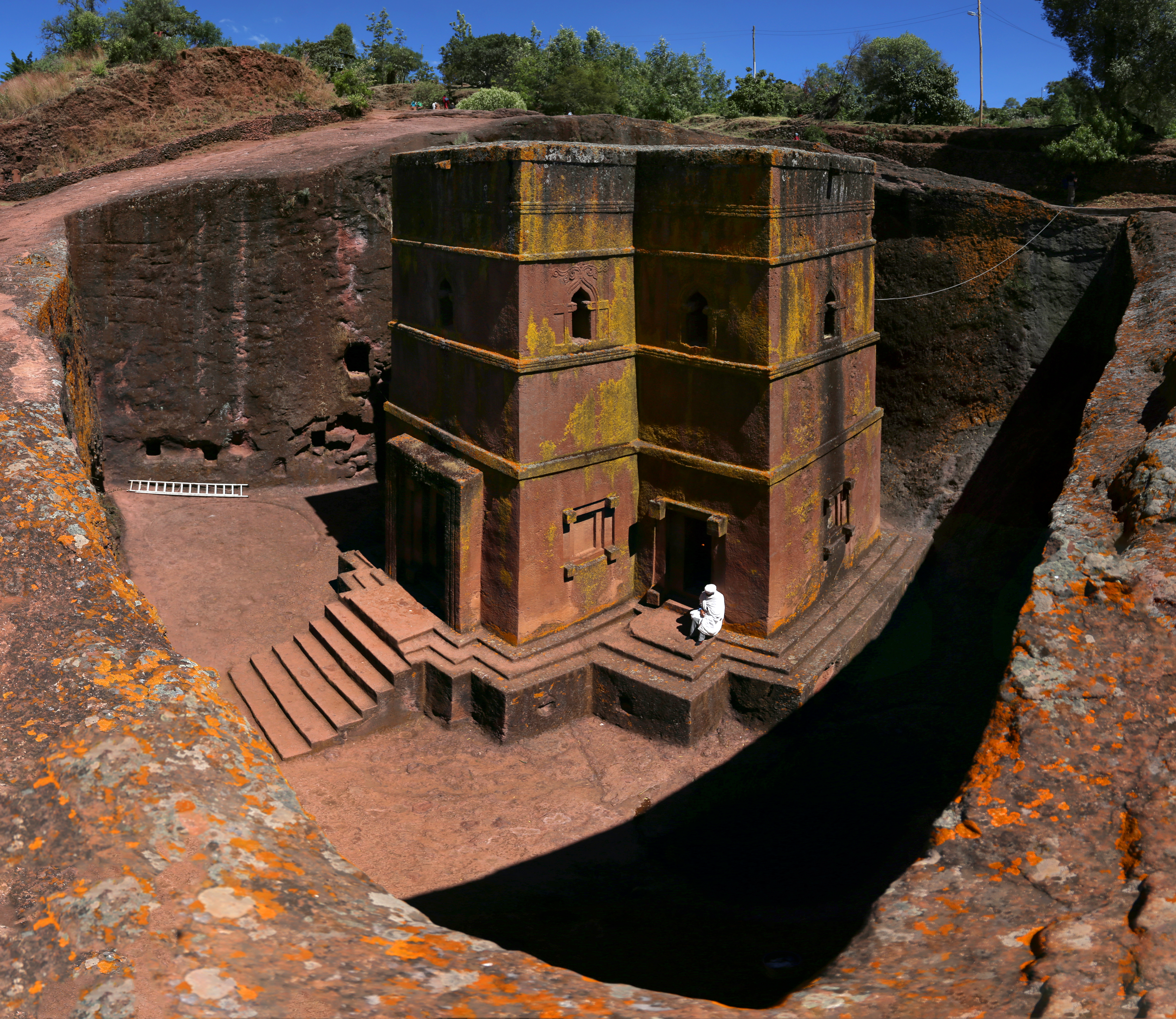
kościół Świętego Jerzego